# Fred Hazelhoff
Frank Frederik (Fred) Hazelhoff (Delft, 15 juli 1925 – Zelhem, 31 januari 2002) was een van de meest invloedrijke Nederlandse natuurfotografen. Hij wordt als nestor en grondlegger van de moderne natuurfotografie in Nederland beschouwd. Zijn grote liefde waren edelherten en ander groot wild, maar op latere leeftijd ontwikkelde hij zich vooral als landschapsfotograaf.
Hazelhoff studeerde grafische vormgeving en fotografie aan de Koninklijke Academie van Beeldende Kunsten in Den Haag en werkte als artdirector voor verschillende bedrijven. In 1993 werd hij lid van "Foto Natura expeditie team". Met dit team van samenwerkende fotografen is hij naar Schotland, Azoren en Frans-Guyana geweest, naast de vele eigen fotografische reizen naar o.a. Nepal, India, Kenia, Malawi, IJsland, Canada, USA, Nieuw-Zeeland en de meeste Europese landen. Hij publiceerde fotoreportages in tal van binnen- en buitenlandse tijdschriften (waaronder Grasduinen en Foto) en verscheen zijn werk in boeken en op kalenders. Fotografie van Fred Hazelhoff werd bovendien aangekocht door onder meer het Museum of Modern Art in New York, het Stedelijk Museum in Amsterdam en het Prentenkabinet van de Universiteitsbibliotheek Leiden. Fred Hazelhoff werkte uitsluitend met Leica camera's en objectieven, zowel met de meetzoekercamera's (M serie) als de spiegelreflexcamera's (R serie). Zijn collectie is door het Nederlands Fotomuseum in Rotterdam opgenomen.
Op zijn 75ste verjaardag in 2001 werd hij geridderd in de Orde van Nederlandse Leeuw voor zijn verdienste in de fotografie. Fred Hazelhoff was getrouwd met een kunstenares en heeft twee zonen.

## Artikelen
- 1973 - "Elanden" Foto, 31e jaargang, augustus 1973, nr.8.
- 1993 - "Praktijktest: Converters en tele-objectieven" Foto, 51e jaargang, oktober 1993, nr. 10.
- 1979-2002 Meer dan 30 artikelen in Grasduinen